# Bellibatlu, Pavagada
Bellibatlu là một làng thuộc tehsil Pavagada, huyện Tumkur, bang Karnataka, Ấn Độ.